# Witmaskeribis
De witmaskeribis (Plegadis chihi) is een vogel uit de familie Threskiornithidae (Ibissen en Lepelaars).

## Verspreiding en leefgebied
Deze soort komt voor van de westelijke Verenigde Staten tot zuidwestelijk Brazilië en centraal Argentinië.

## Status
De grootte van de populatie wordt geschat op 1,2 miljoen vogels. Op de Rode lijst van de IUCN heeft deze soort de status niet bedreigd.